# Tomicobiella subcyanea
Tomicobiella subcyanea är en stekelart som beskrevs av Girault 1915. Tomicobiella subcyanea ingår i släktet Tomicobiella och familjen puppglanssteklar. Inga underarter finns listade i Catalogue of Life.